# Jaime Ballesteros
Jaime Ballesteros Pulido (Granada, 1932 - Madrid, 13 de agosto de 2015) fue un político comunista español, uno de los líderes del Partido Comunista de España (PCE) durante la clandestinidad en el franquismo y la Transición democrática.

## Biografía
Miembro del Partido Comunista desde su época de estudiante de Derecho en la Universidad Complutense de Madrid, así como en la de Granada y de Sevilla, fue un activo miembro de la dirección clandestina del PCE en el interior. Al finalizar sus estudios fue detenido en varias ocasiones. Llegó a permanecer en prisión por su militancia política y fue torturado. Al obtener la libertad, marchó a Francia y tuvo su primer contacto con Santiago Carrillo, entonces secretario general del PCE, con quien trabó una fuerte amistad. Regresó a España y fue incorporándose a todos los órganos de dirección comunista desde 1965 (Comité Central, Comité Ejecutivo y Secretariado). Así se conformó el equipo dirigente del PCE en España con Armando López Salinas, Simón Sánchez Montero, Francisco Romero Marín y él mismo. Posteriores líderes de la izquierda española se integraron en el partido de su mano, como Pilar Brabo o Enrique Curiel. Durante el periodo de Transición política, jugó un estrecho papel en la comunicación entre el presidente del gobierno entonces, Adolfo Suárez, y el propio Carrillo a través de José Mario Armero.
Participó activamente en la dirección política comunista hasta 1982, siendo elegido diputado al Congreso por la circunscripción de Granada en las elecciones generales de 1979. La derrota, con una notable disminución de escaños del PCE, en las elecciones de 1982, le hizo distanciarse de Carrillo y de toda la dirección, dándose de baja del PCE y pasando a formar parte del Partido Comunista de los Pueblos de España, formación escindida bajo la dirección de Ignacio Gallego. Se alejó de la actividad política, fundó la Editorial Ciencia Nueva y dirigió una organización solidaria que, según sus palabras, "ayuda a los pueblos inmersos en conflictos armados enconados". También trabajó como traductor y en distintas instituciones culturales.